# Federació Catalana de Vela
Federació Catalana de Vela és l'organisme rector de la vela a Catalunya, encarregada d'ordenar, impulsar i dirigir l'activitat esportiva de la vela, i organitza les principals competicions de les diverses disciplines que es disputen a Catalunya. Es va constituir l'any 1965. Forma part de la Unió de Federacions Esportives de Catalunya.

## Història
L'esport de la vela, malgrat que a Catalunya ja se hi feien competicions des de mitjan segle xix en els ports de Barcelona i Tarragona, va tenir durant molts anys una estructura federativa molt feble. En els ports d'aquestes dues ciutats van néixer precisament els primers clubs nàutics catalans, dedicats principalment a la vela i al rem. El Club Nàutic de Tarragona ho va fer el 1878, i el Club Català de Regates de Barcelona, el 1879, entitat que després de diversos canvis de nom, d'escissions i de fusions, va ser la mare dels actuals Reial Club Nàutic i Reial Club Marítim de Barcelona.
La Federació Catalana de Vela es va crear el 1965. El seu precedent fou la regió de Llevant i Balears de la Federació Espanyola de Clubs Nàutics, constituïda l'any 1946. Quan l'any 1965 aquesta Federació Espanyola es va dividir en tres: vela, motonàutica i esquí nàutic, de la de Vela, que tenia la seva seu a Barcelona, va sorgir la Federació Catalana, nascuda primer com una delegació regional.
La federació està dedicada a la pràctica i el foment de la vela lleugera, el surf de vela (windsurf), el surf d'estel (kitesurf), el creuer, el patí de vela i el radiocontrol. Organitza els campionats d'àmbit català, entre els quals sobresurten el Campionat de Catalunya i la Copa Catalana de cada una de les diverses classes. Igualment imparteix els cursos de tècnic d'esport, de jutge i oficial, i també per a l'obtenció de titulacions nàutiques. Des del 1986 l'Escola Catalana de Vela té un sistema d'ensenyament estandarditzat sotmès a una actualització constant, que garanteix la qualitat dels ensenyaments que s'hi imparteixen. Agrupa la xarxa d'escoles de vela repartides al llarg de tot el litoral català, que compleixen tots els requisits de qualitat necessaris per formar part de les escoles reconegudes per la federació, i a les quals es pot aprendre i practicar una o diverses modalitats de navegació a vela. Totes aquestes escoles s'identifiquen amb una imatge comuna, la marca Escola Catalana de Vela, que garanteix la qualitat del sistema d'ensenyament.
Els Jocs Olímpics del 1992 van deixar una nova seu per a la Federació al Port Olímpic i la gestió del Centre Municipal de Vela al Port Besos-Fòrum de Barcelona des del 2004.

## Presidents

### Fèlix Escalas Fàbrega(1946-1964)
Practicant de la navegació a vela des de molt jove i va ser president la Regió de Llevant i Balears de la Federació Espanyola de Clubs Nàutics, precursora de la Federació Catalana de Vela. Durant la seva presidència es va introduir la classe Snipe, i es van crear nous clubs nàutics a la costa catalana, com el CN Costa Brava de Palamós (1948), el CN Arenys de Mar (1952) o el CN Vilanova (1957), i l'any 1962 es va celebrar la primera edició del Saló Nàutic de Barcelona.

### Aurelio González Isla(1964-1966)
Enginyer de camins, canals i ports, i acadèmic numerari de la Reial Acadèmia de Ciències i Arts de Barcelona, el 1964 va substituir Fèlix Escalas a la Delegació de Llevant i Balears de la Federació Espanyola de Clubs Nàutics, i va a passar a ser el primer president de la federació quan encara era una delegació territorial..

### Ricard Roig Riera(1966-1969)
Navegant de la classe Vaurien, de la qual va arribar a ser campió de Catalunya, durant el seu mandat es van consolidar els nous clubs de platja que es van anar creant durant aquesta dècada al llarg de la costa catalana i també es van introduir noves fórmules de vela lleugera, com els 420, que competien amb les Vaurien i les fórmules internacionals, i es van consolidar l'Optimist com a classe d'iniciació.

### Miquel Company Martorell(1969-1971)
Ocupava la vicepresident amb Ricard Roig, el seu mandat es va caracteritzar per la renovació de la flota i la intenció d'atreure els joves cap al món de la vela, en especial cap a les classes olímpiques.

### Joan Maria Roig Claret(1971-1993)
Exnavegant de les classes Snipe, Vaurien, Dragó i Creuer, durant el seu mandat va crear l'Escola Catalana de Vela i va ser un home clau en la decisió que la competició de vela dels Jocs Olímpics de 1992 es fes a Barcelona i no a Palma, com inicialment estava previst en el projecte.

### Joan Anton Camuñas Feijoo(1993-2000)
Durant els seus set anys com a president va dur a terme una important tasca de modernització de l'estructura de la federació, a la qual va concedir la gestió de l'Escola Municipal de Vela construïda al Port Olímpic de Barcelona. Fruit d'aquest esforç, la Federació va rebre el 1998 el premi a la millor gestió global d'una federació esportiva, i l'Escola Catalana de Vela, el premi al millor projecte de turisme actiu.

### Segimon Obradors Castellet(2000-2009)
Va dedicar vint-i-cinc anys a la federació, a la junta directiva de la qual va entrar el 1984 com a secretari territorial de la classe patí. Havia estat campió de Catalunya d'aquesta classe. El 1993 va ser nomenat vicepresident i responsable de l'àrea esportiva de la federació, càrrec que va ocupar fins que va accedir a la presidència l'any 2000. Durant el seu mandat, la federació va estrenar el 2005 unes noves instal·lacions al Port del Parc del Fòrum, a Sant Adrià de Besòs, on es va projectar també el Centre Internacional de Vela de Catalunya, la primera pedra del qual es va posar el mes de setembre de 2008.

### Pere Guardiola Tey (2009)
Directiu durant vint-i-set anys del Club Nàutic Vilassar, va presidir interinament la federació entre el mes de febrer de 2009, quan Segimon Obradors va dimitir per preparar-se per a la reelecció, i finals de maig del mateix any, quan va ser elegit Gerard Esteva. Amb la presidència interina de la federació, va culminar una etapa de més de cinquanta anys en el món de la vela i vint anys a la federació, en la qual havia estat vocal i vicepresident. De la seva trajectòria com a directiu també destaca la seva tasca com a director de protocol de Port Olímpic de Barcelona durant els Jocs Olímpics de 1992.

### Gerard Esteva i Viladecans(2009-2014)
Navegant de patí a vela, va iniciar-se com a dirigent esportiu el 2004 quan va ser elegit president de l'Associació Internacional de Patí a Vela (ADIPAV) i també secretari nacional d'aquesta classe, càrrecs que va mantenir fins que va prendre possessió de la presidència de la federació amb un programa que tenia el lema “Hissem la vela del canvi” i un equip en el qual figuraven, entre d'altres, la doble medallista olímpica Natàlia Via-Dufresne i la campiona del món i d'Europa Mònica Azón.

### Xavier Torres Isach (2014-2024)
Enginyer, regatista de la classe funboard de windsurf i navegant de vela lleugera, va ser nomenat president de la Federació Catalana de Vela el 2 de juliol de 2014, agafant el relleu a Gerard Esteva, que tenia el càrrec des del 2009 i el qual va ser nomenat president de la Unió de Federacions Esportives de Catalunya.
Enginyer Civil i Enginyer Tècnic d'Obres Públiques, treballa a l'administració local, i una de les seves passions és la vela. Està implicat en la promoció de la vela a escala autonòmica i espanyola des de fa anys:
- A la Reial Federació Espanyola de Vela va ser vocal de la Junta Directiva del 2009 al 2012 i és coordinador del Circuit Espanyol de Funboard CEF des del 2005. Per altra banda també és secretari espanyol de la classe Funboard des del 2004, President de l'Associació Espanyola de Funboard (AEF) i secretari de la classe Fórmula Windsurfing del 2009 al 2013.
- A la Federació Catalana de Vela va ser vocal de la Junta Directiva del 2009 al 2011, secretari del 2011 al 2012 i posteriorment va passar a ser Vicepresident d'aquesta. D'altra banda, és president de la comissió de Windsurf i Kitesurf, Secretari català de la classe Funboard des del 2003, Secretari català de la classe olímpica RS:X del 2009 al 2012, coordinador del Circuit Català de Funboard CCF i President de Windsurfcat (Associació de Windsurf de Catalunya) des del 2004.
- A Premià de Mar és President del club Windsurfistes Associats de Premià (WAP) i membre del Consell d'Esports de l'Ajuntament de Premià de Mar des del 2000.

### Josep Maria Isern Sala (2024- )
Va ocupar la vicepresidència amb Xavier Torres de qui va rebre el relleu i donar continuïtat en el seu projecte enfront la Federació impulsant noves iniciatives i projectes que permetin seguir creixent i consolidant la vela catalana.

## Objectius
La Federació Catalana de Vela és una entitat privada d'interès públic, civil i social constituïda per clubs, esportistes, tècnics, jutges i associacions esportives dedicades a la pràctica i el foment de l'esport de la vela en les seves diverses manifestacions.
Quatre elements fonamentals, conformen la missió de la Federació:
1. Foment i promoció de la pràctica de la vela subsidiàriament.
2. Èxits esportius.
3. Representació del món de la nàutica a Catalunya.
4. Realització de projectes per la millora psicològica i física de col·lectius en risc d'exclusió social, a través de l'esport de la vela.

L'objectiu de la Federació és convertir la vela a Catalunya en un esport gaudit per més gent, de pràctica més freqüent i durant tota la vida, a clubs i espais motivats i preparats per engrescar i mantenir a la població en el gaudiment de la vela. A través d'aconseguir més penetració de la vela, més navegació, més participació esportiva, més èxits esportius i amb clubs més satisfets amb la Federació.